# Sophie Thatcher

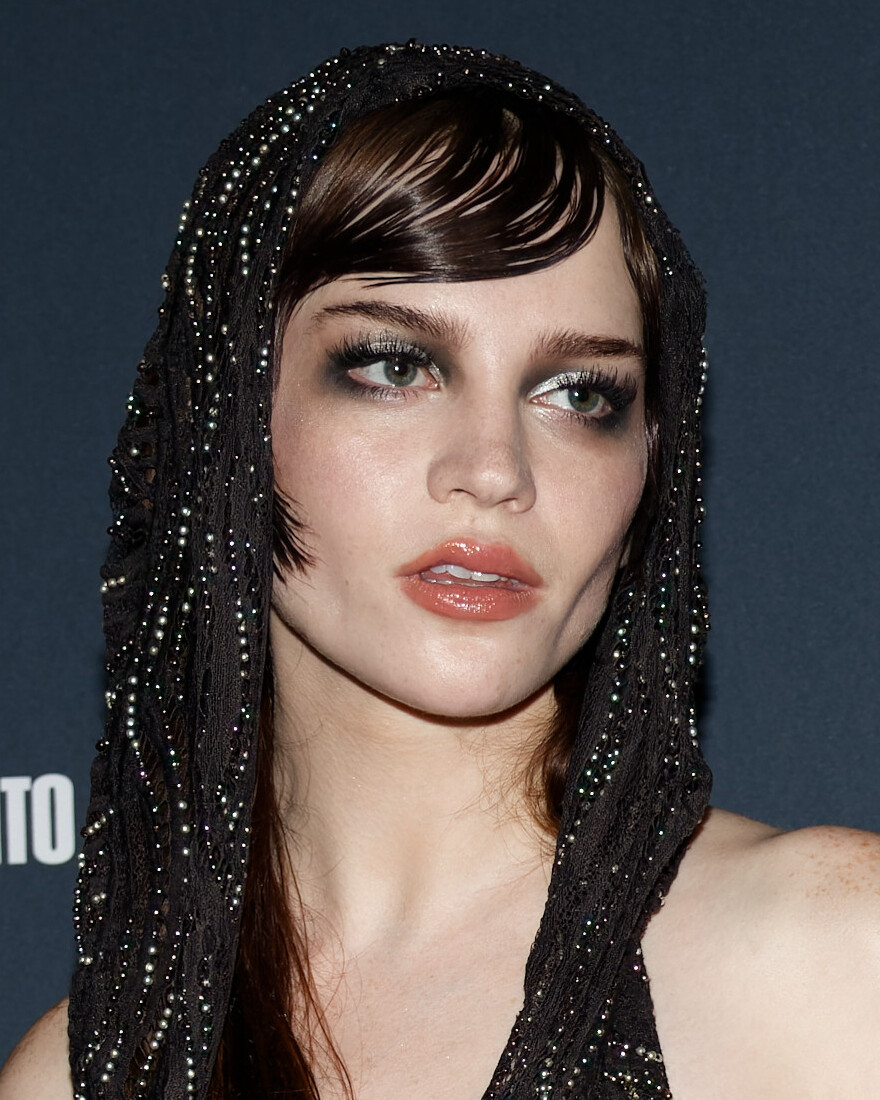
Sophie Thatcher (2024)

Sophie Thatcher (* 18. Oktober 2000 in Chicago, Illinois) ist eine US-amerikanische Schauspielerin. Bekanntheit erlangte sie Anfang der 2020er Jahre vor allem durch ihr Mitwirken an den Serien Yellowjackets und Das Buch von Boba Fett.

## Leben und Karriere
Sophie Thatcher wurde im Jahr 2000 in Chicago, Illinois zusammen mit einer Zwillingsschwester geboren. Von ihren Eltern wurde sie mormonisch erzogen, doch mit ihrem zunehmenden Interesse für die Kunst kehrte Thatcher der Kirche den Rücken. Inspiriert von ihrer älteren Schwester Emma – heute selbst eine Filmemacherin – begann sie im Alter von sechs Jahren mit der Schauspielerei am Theater. Bereits während der Elementary School erhielt Thatcher Schauspiel- und Gesangsunterricht, woraufhin sie in fast ein Dutzend Theaterproduktionen im Großraum Chicago zu sehen war. So wirkte sie parallel zu ihrer Schulausbildung an der Nichols Middle School in Evanston in Adaptionen der Musicals Oliver!, The Secret Garden und Seussical mit. Im Jahr 2015 übernahm Thatcher in über 200 Aufführungen die Hauptrolle der Anne Frank im Theaterstück Das Tagebuch der Anne Frank am Writers Theater in Glencoe, weshalb sie zeitweise zu Hause unterrichtet werden musste.
In den Folgejahren war Thatcher in ersten Werbespots und dem Kurzfilm Growing Strong zu sehen, ehe sie Gastrollen in den Fernsehserien Chicago P.D. und The Exorcist erhielt. Mit 17 Jahren verließ sie ihre Heimatstadt Chicago schließlich und zog nach Los Angeles, um einer professionellen Schauspielkarriere nachzugehen. Bereits ein Jahr später erhielt sie eine Hauptrolle im Sci-Fi-Western Prospect an der Seite von Pedro Pascal, ehe 2019 eine Nebenrolle im Filmdrama The Tomorrow Man folgte. Ihren endgültigen Durchbruch als Schauspielerin hatte Thatcher zwei Jahre später als junge Natalie Scatorccio in der Mysteryserie Yellowjackets, die ihr ebenso die Hauptrolle im 2023 veröffentlichten Horrorfilm The Boogeyman einbrachte. Noch zuvor war sie in der Star-Wars-Serie Das Buch von Boba Fett zu sehen, wurde für ihre dortige Verkörperung des Gangmitglieds Drash aber vielerorts kritisiert.
Mit Rollen in den Horrorfilmen MaXXXine, Heretic und Companion – Die perfekte Begleitung etablierte sich Thatcher in Hollywood ab 2024 schließlich zunehmend als Scream-Queen.
Thatcher lebt in New York City. Neben der Schauspielerei ist sie hobbymäßig auch als Musikproduzentin tätig.

## Filmografie (Auswahl)
- 2016: Chicago P.D. (Fernsehserie, Folge 3x11)
- 2016: The Exorcist (Fernsehserie, 2 Folgen)
- 2018: Prospect
- 2018: Chicago Med (Fernsehserie, 4 Folgen)
- 2019: The Tomorrow Man
- 2020: When the Streetlights Go On (Fernsehserie, 10 Folgen)
- seit 2021: Yellowjackets (Fernsehserie)
- 2022: Das Buch von Boba Fett (The Book of Boba Fett, Fernsehserie, 3 Folgen)
- 2023: The Boogeyman
- 2024: MaXXXine
- 2024: Heretic
- 2025: Companion – Die perfekte Begleitung (Companion)